# Jacques Magnen

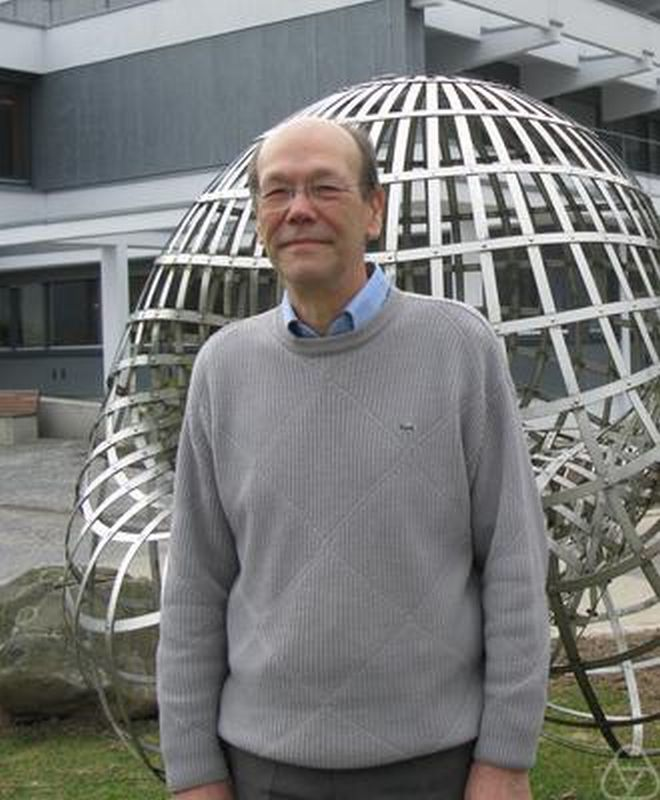
Jacques Magnen 2011

Jacques Magnen ist ein französischer mathematischer Physiker.
Magnen studierte an der École polytechnique und wurde 1976 in Orsay promoviert bei Roland Sénéor und Jean Lascoux. Er war Forschungsdirektor des CNRS an der École polytechnique.
Magnen arbeitete ab den 1970er-Jahren eng mit Roland Sénéor in konstruktiver Quantenfeldtheorie zusammen. Sie zeigten mit Jean-Pierre Eckmann Borel-Summierbarkeit der Störungstheorie der Schwingerfunktionen in der {\displaystyle {P(\phi )}_{2}}-Quantenfeldtheorie ({\displaystyle \phi ^{4}} Theorie) in zwei Dimensionen. Sie bauten auf Techniken von James Glimm und Arthur Jaffe auf, erweiterten die Phasenzellen-Entwicklungen von Glimm und Jaffe und zeigten 1977 die Borel-Summierbarkeit der {\displaystyle \phi ^{4}} Theorie in drei Dimensionen.
Mit Joel Feldman, Roland Sénéor und Vincent Rivasseau gelang ihm in den 1980er Jahren die strenge Konstruktion (Beweis der Renormierbarkeit u. a.) des Gross–Neveu-Modells in zwei Dimensionen und des infraroten {\displaystyle \phi ^{4}}-Modells in vier Dimensionen. Gleichzeitig gelang das mit etwas anderen Methoden Krzysztof Gawedzki und Antti Kupiainen und wurde als herausragender Erfolg der konstruktiven Quantenfeldtheorie gewertet.
Später befasste er sich mit konstruktiver quantenmechanischer Vielteilchentheorie (zum Beispiel Supraleiter), Renormierungsgruppentheorie und nichtkommutativer Feldtheorie.
1980 erhielt er den Paul-Langevin-Preis mit  Roland Sénéor.

## Schriften (Auswahl)
- mit J.-P. Eckmann, R. Sénéor: Decay properties and Borel summability for the Schwinger functions in {\displaystyle {P(\phi )}_{2}} theories, Comm. in Math. Phys., Band 39, 1975, S. 251–271 (1975)
- mit R. Sénéor: The infinite volume limit of the {\displaystyle {\phi ^{4}}_{3}} model, Annales de l'Institut Henri Poincaré, Band 24, 1976, S. 95–159
- mit R. Sénéor: The Wightman axioms for the weakly coupled Yukawa model in two dimensions, Comm. in Math. Phys., Band 51, 1976, S. 297–313.
- mit R. Sénéor: Phase space cell expansion and Borel summability for the Euclidean {\displaystyle {\phi ^{4}}_{3}} theory, Comm. Math. Phys., Band 56, 1977, S. 237–256
- mit R. Sénéor: Yukawa quantum field theory in three dimension,  in: J. Lebowitz, J. Langer, W. Glaberson (Hrsg.), Third International Conference on Collective phenomena, 1978, Annals New York Acad. Sci., Band 337, 1980, S. 13–43
- mit R. Sénéor: The Infrared behaviour of {\displaystyle {(\nabla \phi )}_{3}^{4}}, Annals of  Physics, Band 152, 1984, S. 130–202
- mit J. Feldman, R. Sénéor, V. Rivasseau: Bounds on completely convergent Euclidean Feynman graphs, Comm. Math. Phys., Band 98, 1985, S. 273–288
- mit J. Feldman, J. Magnen, V. Rivasseau: Bounds on renormalized Feynman graphs, Comm. Math. Phys., Band 100, 1985, S. 23–55
- mit R. Sénéor, F. Nicolo, V. Rivasseau: A Lipatov bound for {\displaystyle {\phi }^{4}} in four-dimensions Euclidean Field Theory, Comm. Math. Phys., Band 108, 1987, S. 257–289
- mit J. Feldman, R. Sénéor, V. Rivasseau: Construction and Borel summability of infrared {\displaystyle {\phi ^{4}}_{4}} by a phase space expansion, Comm. Math. Phys., Band 108, 1987, S. 437–480
- mit J. Feldman, R. Sénéor, V. Rivasseau: A renormalizable field theory: the massive Gross-Neveu model in two dimensions, Comm. Math. Phys., Band 103, 1986, S. 67–103
- mit J. Feldman, R. Sénéor, V. Rivasseau: Construction of infrared {\displaystyle {\phi _{4}}^{4}} by a phase space expansion, Comm. Math. Phys., Band 109,  1987, S. 437–480
- mit R. Sénéor, V. Rivasseau: Construction of YM4 with an infrared cut-off, Commun. Math. Phys., Band 155, 1993, S. 325–383 (Yang-Mills-Theorie in 4 Dimensionen)
- mit J. Feldman, V. Rivasseau: Constructive many body theory, Rev. Math. Phys., Band 6, 1994, S. 1095–1126
- mit Ch. Kopper, V. Rivasseau: Mass generation in the large N Gross-Neveu model, Comm. Math. Phys., Band 169, 1995, S. 121–180
- mit V. Rivasseau: Constructive {\displaystyle \phi ^{4}} field theory without tears,  Annales Henri Poincare, Band 9, 2008, S. 403–424
- mit R. Gurau R., V. Rivasseau: Tree quantum field theory, Annales Henri Poincaré, Band  10, 2009, S. 867–892
- mit R. Gurau, V. Rivasseau, A. Tanasa: A translation-invariant renormalizable non-commutative scalar model, Communications in Mathematical Physics, Band 287, 2009, S. 275–290
- mit V. Rivasseau: From constructive field theory to fractional stochastic calculus. (I) An introduction : rough path theory and perturbative heuristics, Annales Henri Poincaré, Band 12, 2011, S. 1199–1226